# Softijs
Softijs of "vers ijs" is een halffabricaat in de bereiding van (room)ijs. Tijdens het rijpingsproces wordt het ijs 12 uur in een diepvriezer geplaatst, zo wordt het ijs steviger en krijgt het meer smaak.
Door het zachte en romige karakter kan het ijs niet geschept worden, maar wordt het vanuit de ijsmachine via een speciale spuitmond in een ijsbeker of oubliehoorn gespoten. 
Softijs bevat over het algemeen minder vet (3 tot 6%) dan roomijs. Door toevoegingen zoals banaan, aardbeien, chocolade e.d. of kleur- en smaakstoffen kunnen verschillende smaken gefabriceerd worden.